# Aranymakrahal-félék

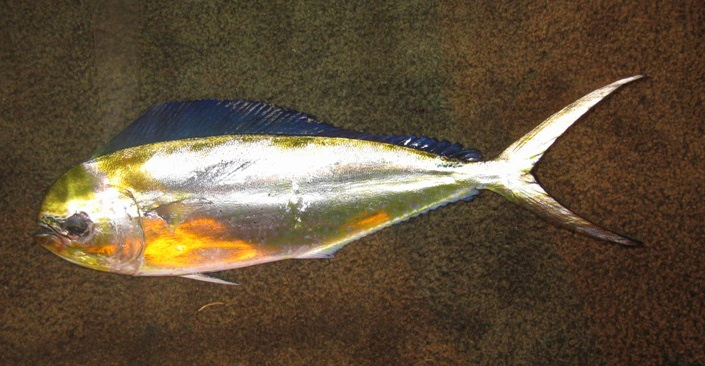
Coryphaena equiselis

Az aranymakrahal-félék (Coryphaenidae) a sugarasúszójú halak (Actinopterygii) osztályába és a sügéralakúak (Perciformes) rendjébe tartozó család.

## Tudnivalók
Az aranymakrahal-félék családjában csak egy halnem, a Coryphaena van, ebbe két faj tartozik. Mindkét fajnak keskeny a feje; hátukon egy hátúszó van, amely a fejtől a farokig terjed. Az angolok delfinhalnak nevezik őket; emiatt, hogy ne értsék félre a vásárlók az aranymakrahal-féléket Mahi-Mahi néven árulják. Ismert dorádó néven is.

## Rendszerezés
A családba 1 halnem és 2 faj tartozik:
- Coryphaena  Linnaeus, 1758
  - Coryphaena equiselis  Linnaeus, 1758
  - Coryphaena hippurus  Linnaeus, 1758 - típusfaj

### Fordítás
- Ez a szócikk részben vagy egészben  a   Coryphaenidae című angol Wikipédia-szócikk fordításán alapul.  Az eredeti cikk szerkesztőit annak laptörténete sorolja fel. Ez a jelzés csupán a megfogalmazás eredetét és a szerzői jogokat jelzi, nem szolgál a cikkben szereplő információk forrásmegjelöléseként.